# Isolatieweerstand
De isolatieweerstand is de weerstand tussen een geleider en de aarde bij elektrische installaties en elektrische apparatuur. Hoe beter (hoger) de isolatieweerstand, des te kleiner een lekstroom kan zijn. De weerstand van de isolatie kan met een megaohmmeter gemeten worden.

## Isolatieweerstand van elektrische apparaten (Arbeidsmiddelen)
Nieuwe apparaten hebben een hoge isolatieweerstand. In de loop van de tijd kan door vuil, vocht en/of beschadigingen de isolatieweerstand afnemen. Een te lage isolatieweerstand kan een schok of erger veroorzaken.
De isolatieweerstand wordt met een isolatietester gemeten. Deze test wordt uitgevoerd terwijl het object van het net is losgekoppeld. Het object moet zelf wel in de ingeschakelde stand staan.
Eén meetpen wordt op een elektrische geleider geplaatst en met de tweede pen wordt de buitenzijde van het te meten object afgetast. Hierbij wordt zowel kunststof- als wel metalen ommantelingen bedoeld. Ook de boutjes, schroefjes en eventuele aardpunten. Deze test kan worden herhaald door de eerste meetpen op een andere elektrische geleider te plaatsen.
Volgens NEN 3140 moet de isolatieweerstand van de verschillende elektrische veiligheidsklassen zijn,
| klasse I             | klasse II                    | klasse III            |
| -------------------- | ---------------------------- | --------------------- |
| apparatuur met aarde | dubbelgeïsoleerde apparatuur | veiligheidsapparatuur |
| minimaal 1 megaohm   | minimaal 2 megaohm           | minimaal 0,5 megaohm  |

De aanbevolen meetspanning is 250 volt gelijkspanning daar veel toegepaste condensatoren deze spanning aankunnen. Testen op 500 V gelijkspanning kan derhalve direct of anders zeker op termijn schade veroorzaken.

## Isolatieweerstand van een elektrische installatie
De NEN 1010-6 geeft een minimum weerstand aan van 1000 Ω, oftewel 1 kΩ per volt aan bedrijfspanning. Dit houdt in bij lichtgroepen met 1 enkele fase, waar een bedrijfsspanning van 230 V aanwezig is, de isolatieweerstand minimaal 230 kΩ dient te zijn. Bij een krachtgroep met 3 fasen, waar een bedrijfsspanning van 400 V aanwezig is, dient deze weerstand ook minimaal 230 kΩ te zijn. Dit omdat de isolatieweerstand gemeten wordt tussen fase en aarde of fase en beschermleiding. De fasespanning is dan 400 V / √3 = 230 V
De isolatieweerstand wordt alleen tussen de fasen en aarde gemeten en tussen de nul en aarde.
Meten tussen fase/fasen en nul gebeurt alleen wanneer men een storing verwacht. Bij deze meting moet men alle lampen, apparatuur en andere energieverbruikers loskoppelen om een zuivere meting van de installatie te krijgen.
Deze metingen dienen altijd spanningsloos te gebeuren (lastscheider uit). De groepen dienen wel allemaal ingeschakeld te blijven. De gehanteerde meetspanningen zijn,
- 500 V gelijkspanning vanaf onderverdelers naar de eindgroepen.
- 1000 V gelijkspanning vanaf de hoofdverdeler naar de onderverdelers.